# Campanya Naval del 1814
La Campanya Naval del 1814 va ser un dels episodis de la guerra de la Independència Argentina en la qual l'esquadra de les Províncies Unides del Riu de la Plata van derrotar la marina reial en els combats de Martín García i Montevideo. Per a aconseguir-ho, van assetjar Montevideo i es van assegurar de la seva caiguda en uns moments en què la situació de la revolució era desesperada. Al costat de la batalla de Tucumán és considerada un dels moments claus per al desenllaç de la Guerra de la Independència Argentina.

## Antecedents
El 25 de maig del 1810 hi va haver un moviment revolucionari a Buenos Aires que va deposar el virrei Baltasar Hidalgo de Cisneros i va formar una Junta Provisional de Govern., que va actuar sota els principis de sobirania popular, representació, i la publicitat dels actes de govern. Montevideo va decidir no reconèixer la seva autoritat i reconèixer-la al Consell de Regència d'Espanya i les Índies establert a Cadis.
Les recentment creades Províncies Unides del Riu de la Plata van enviar tropes a la Banda Oriental i després de la sublevació de la campanya posterior al "Crit d'Asencio" (revolució iniciada pels criolls contra les autoritats reialistes de Montevideo), la ciutat de Montevideo va ser assetjada per terra per les milícies sota el comandament de José Gervasio Artigas i les forces de Buenos Aires al comandament de José Rondeau.

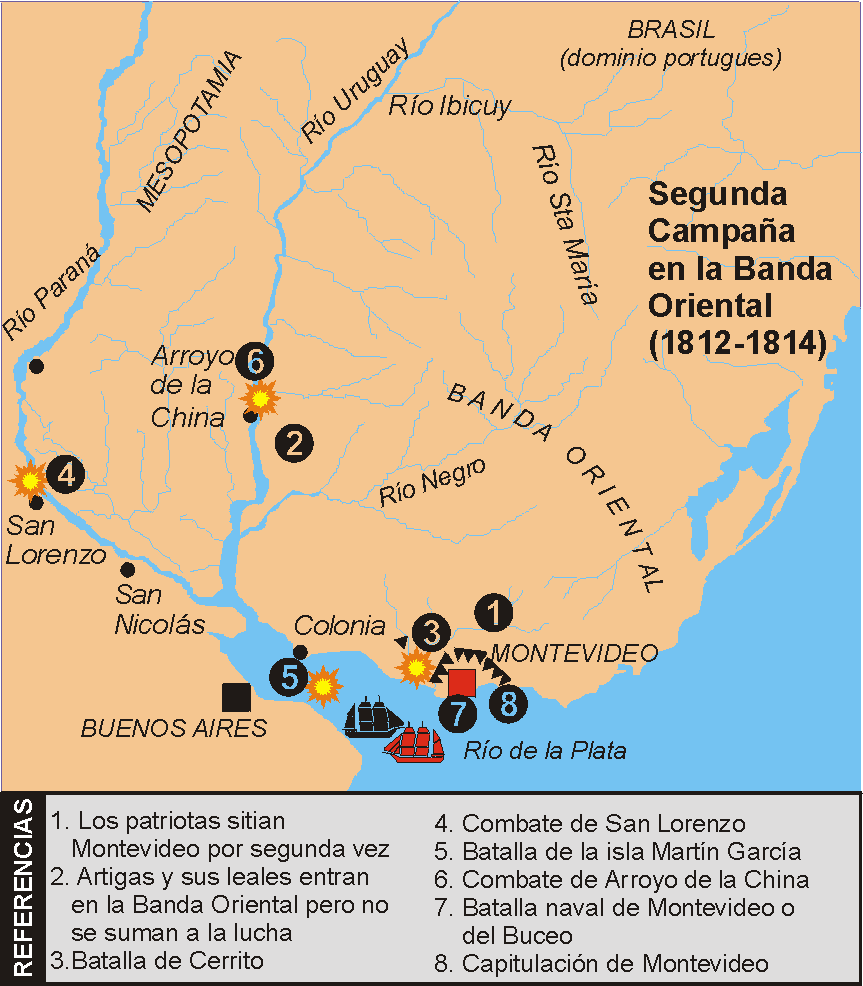

La Junta Provisional del Govern va permetre als oficials de marina afectats per la Posta de Montevideo retirar-se de Buenos Aires. Així, sota el comandament de José María Salazar es va mantenir plena capacitat operativa, per la qual cosa el Riu de la Plata i els rius Uruguai i Paraná van quedar sota el control de l'esquadra reialista. La primera flota naval patriota, que es dirigia pel riu Paraná portava reforços a l'exèrcit de Manuel Belgrano en una campanya contra la rebel Intendència del Paraguai. Va ser destruïda el 2 de març de 1811 per l'esquadra de Montevideo al comandament de Jacinto de Romarate durant el combat naval de Sant Nicolàs.
Montevideo va assetjar al seu torn al port de Buenos Aires, el va bombardejar en tres oportunitats, va efectuar incursions en els rius interiors per obtenir proveïments i conseqüentment impedir la caiguda de Montevideo.

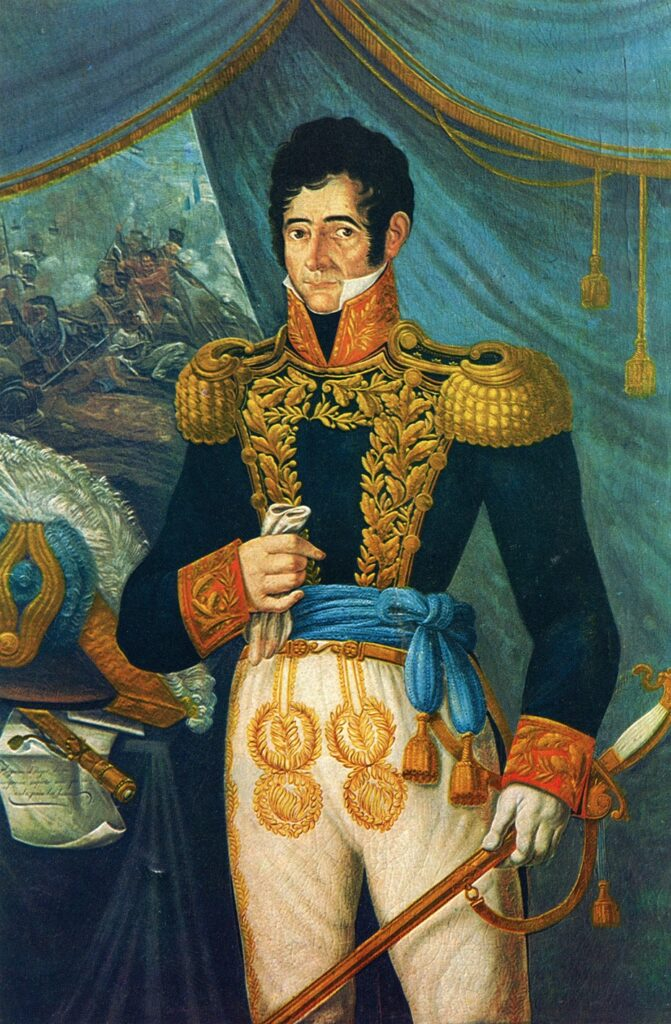
José Rondeau.

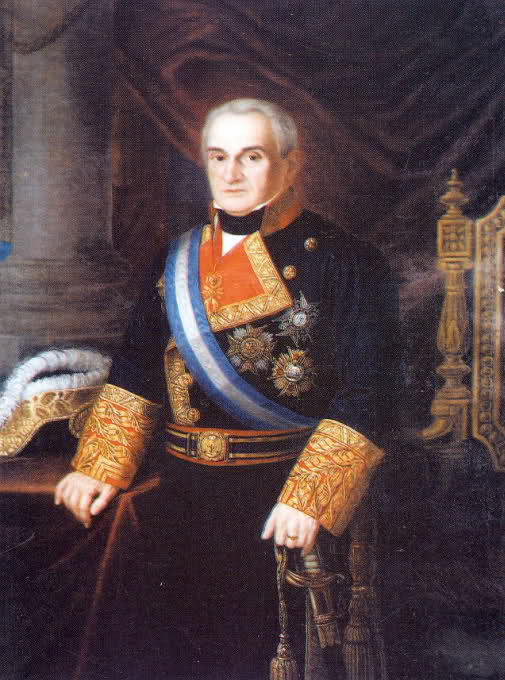
Gaspar de Vigodet.

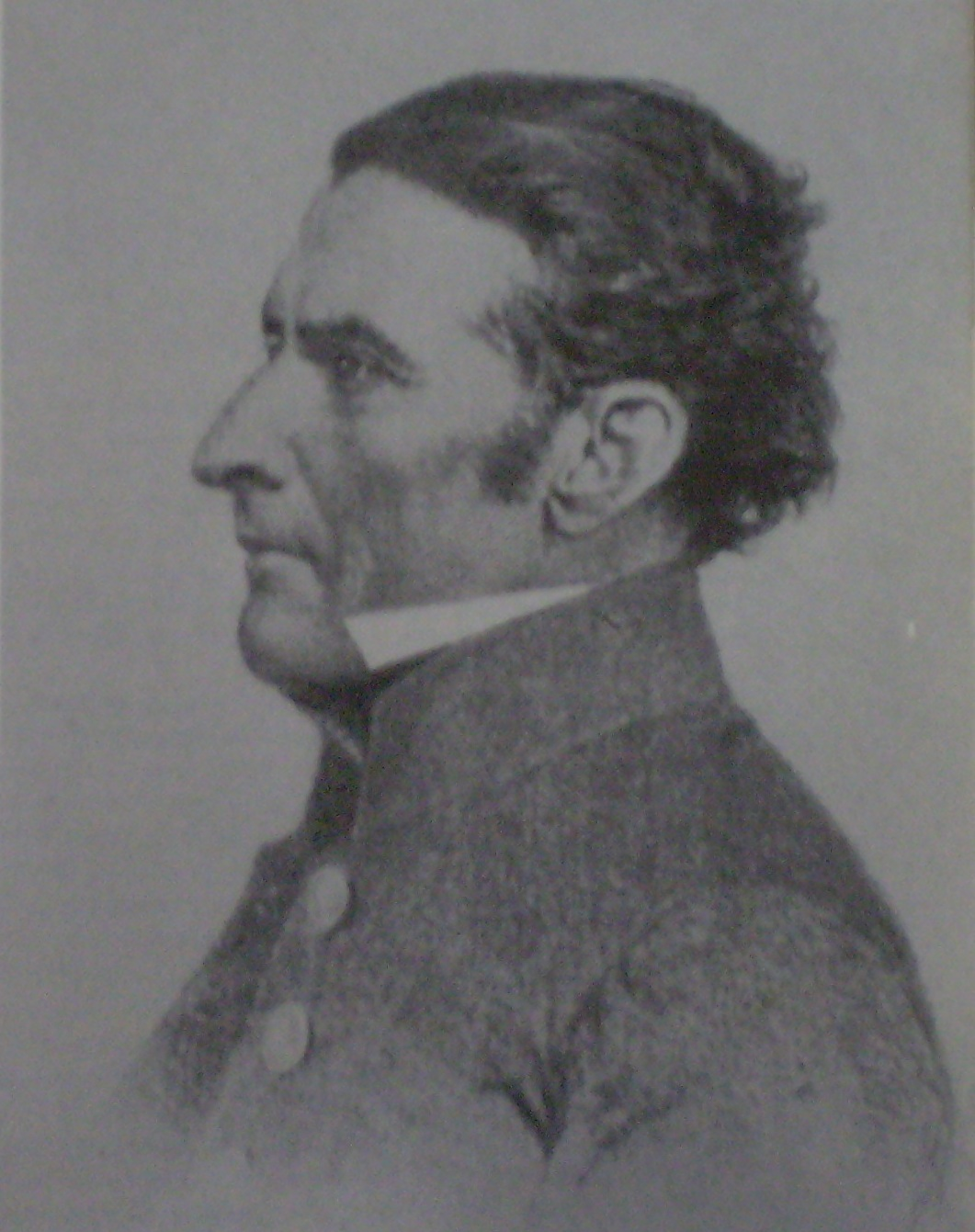
José Gervasio Artigas.

El 20 d'octubre del 1811 va fracassar l'armistici pactat entre el Primer Triumvirat i el Virrei Francisco Javier de Elío. El 20 d'octubre del 1812 es va iniciar el segon setge de Montevideo sota el comandament de José Rondeau. L'elevat nombre i la tenacitat dels defensors, així com el seu control dels rius i la falta de mitjans dels atacants, especialment artilleria de calibre gruixut i pólvora, van impedir capturar Montevideo.
D'altra banda, els defensors encara que superiors en nombre als assetjadors eren incapaços de trencar el setge i, sobretot, controlar la campanya circumdant. Per acabar-ho d'adobar algunes expedicions organitzades pels assetjats per obtenir queviures van fracassar (entre elles la derrotada per José de Sant Martín al Combat de Sant Lorenzo), i els assetjats no aconseguien prou queviures per cobrir les necessitats de Montevideo, que va provocar gana i malalties, principalment l'escorbut. Així, el front oriental es va mantenir sense grans canvis fins al 1814.
Però aquesta situació era insostenible per als revolucionaris. Manuel Belgrano va ser derrotat a Vilcapugio i Ayohuma pel que va haver de retrocedir fins a la Quiaca. El nord tornava a estar en perill i l'exèrcit peruà iniciava contactes amb el governador de Montevideo capità general Gaspar de Vigodet per coordinar les seves operacions ulteriors. A l'oest Cuyo estava amenaçat, ja que Xile va ser envaït per les tropes de Lima i presa de conflictes interns que el portarien al desastre de Rancagua. Paraguai es mantenia autònom, no s'implicava a la guerra i fins i tot mantenia contactes comercials amb Montevideo. En el front oriental l'amenaça d'una invasió portuguesa estava vigent. Montevideo ja tenia una guarnició que duplicava l'exèrcit que l'assetjava (ja sense esperança de fer-la caure) i José Gervasio Artigas sublevava la campanya oriental promovent la defensa de la Província d'Entre Ríos i la de Corrientes. I per sobretot, a la península Ferran VII tornava al tron, i preparava una gran expedició a curt termini, on el Riu de la Plata era l'objectiu principal i el control de Montevideo era la clau del seu èxit.

## La segona esquadra

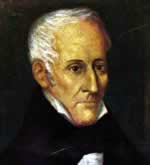
Gervasio Antonio de Posades.

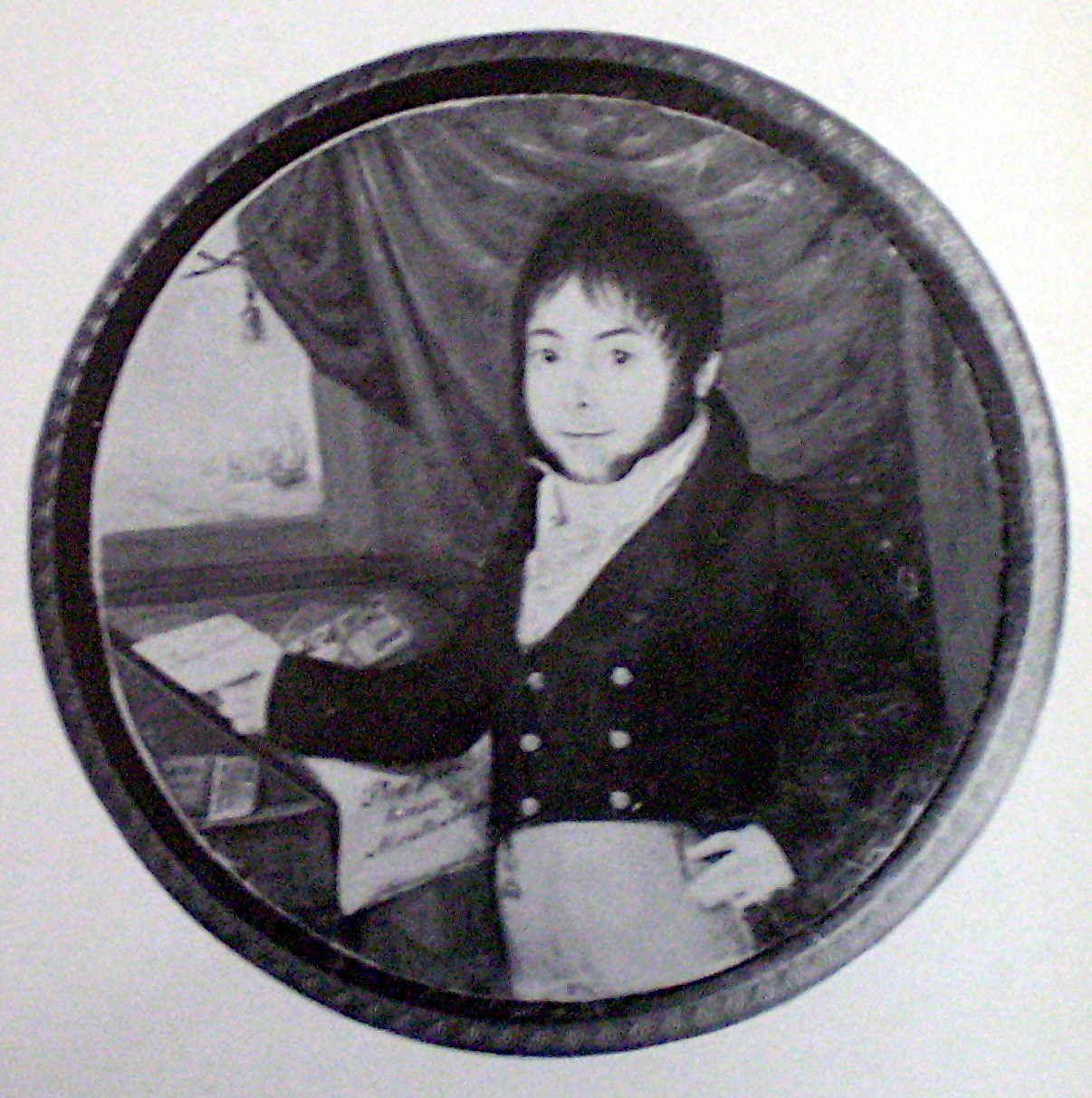
Juan Larrea.

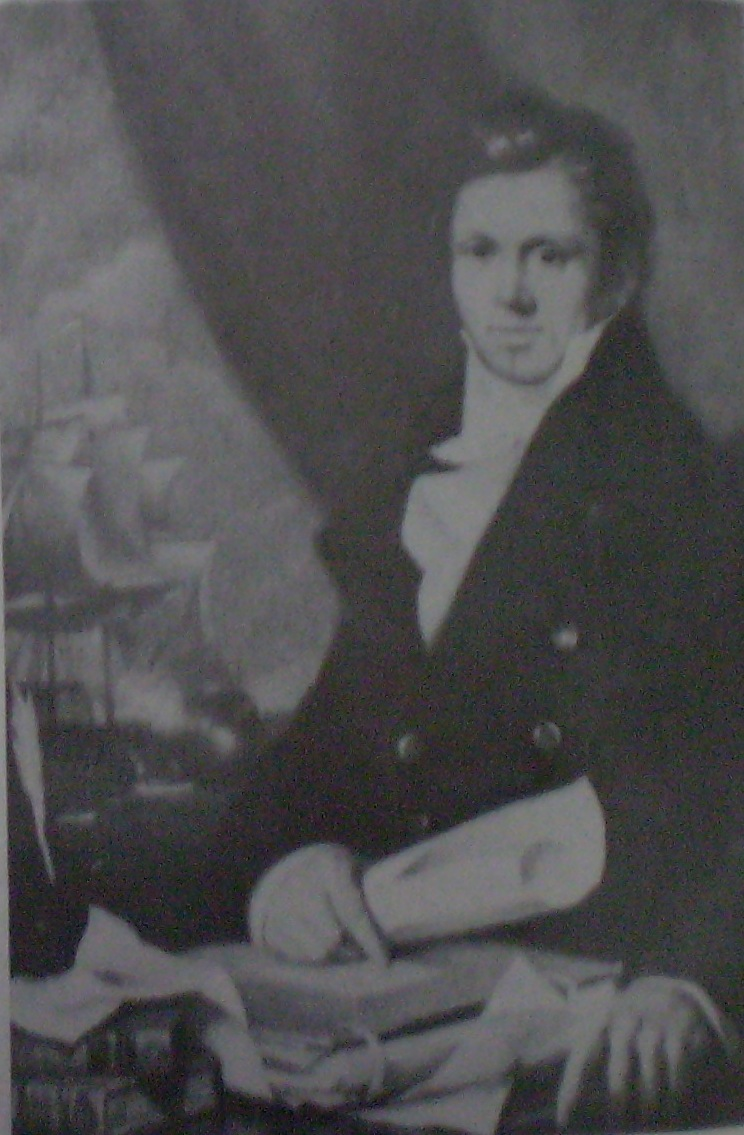
Guillermo Pío White.

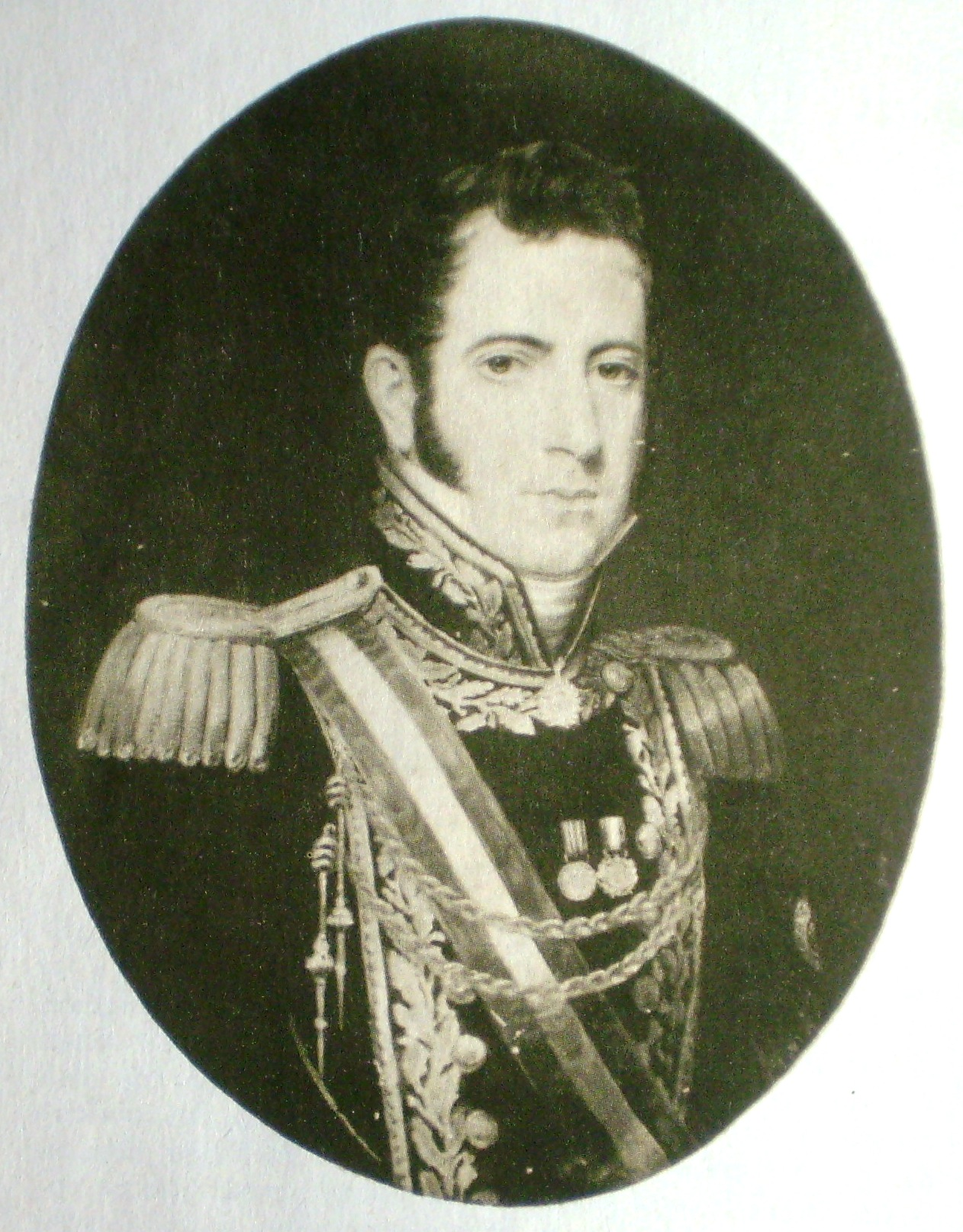
Carlos María d'Alvear.

El 5 de novembre del 1813, a causa de la dimissió del Dr.José Julián Pérez, s'incorporava Juan Larrea al Segon Triumvirat, al costat de Gervasio Antonio Posades i Nicolás Rodríguez Peña.

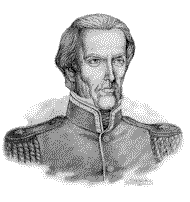
Martín Jacobo Thompson.

Larrea va començar a avaluar si era factible aixecar una nova esquadra per forçar la situació al front oriental. Aviat va ser evident que les possibilitats que l'Estat ho fes eren nul·les.
Les forces navals eren inexistents: només es disposava d'una balandra i d'una llanxa al port. L'arsenal comptava amb prou feines amb 30 canons i carronades de diferents calibres i gairebé inútils per l'ús, uns pocs fusells i menys de 200 quintar de pólvora. No hi havia fusta, betum, lones, ni cables. No tenien ni experiència ni protocols per la recluta i instrucció d'oficials, mariners ni infants de marina. Finalment, i el principal condicionant per revertir aquesta situació, és que el tresor comptava amb només mil pesos, els recursos de duana eren mínims a causa del setge i el crèdit estava esgotat.
Larrea va optar llavors per promoure un conveni amb el nord-americà Guillermo Pío White, un ric comerciant nadiu de Boston i compromès llavors amb la causa revolucionària, qui avançaria els fons necessaris per finançar l'adquisició dels navilis i el seu equipament, amb càrrec a una posterior compensació, lligada indefectiblement a l'èxit de l'empresa. El 28 de desembre del 1813 es va signar el conveni entre el Triumvirat i White per a què «…procedeixi a comprar i reunir quant sigui necessari per posar al riu una força tan respectable, que no sigui aventurat l'èxit (…) sense detenir-se en els preus, ja que una vegada començats les despeses tota mesquinesa que retardés l'armament, podria ser molt fatal i per ventura fer que tot fos perdut.»
A principis del 1814 es va optar per concentrar el poder executiu en l'anomenat Director Suprem de les Províncies Unides del Riu de la Plata. Va ser elegit Gervasio Antonio Posades i Juan Larrea va ser nomenat com a ministre d'hisenda, per la qual cosa el projecte es va mantenir en peus.

### Vaixells implicats
El 22 de desembre del 1813 va arribar a Buenos Aires procedent de Liverpool la fragata mercant Hèrcules, de construcció russa, al comandament del capità William Coffin. Consignada a James Brittain, estava en venda pel seu agent, el capità Goodfellow i va ser comprada a compte de l'estat el 27 de desembre per Juan Larrea i Pío White, per $ 25.000 (meitat al comptat i la resta a abonar amb garantia de Duanes). La fragata Hèrcules es va incorporar a l'esquadra el 4 de gener del 1814 sota el comandament del Sergent Major Elías Smith amb el numeral #1, i es va convertir en nau insígnia de la flota l'1 de març del 1814. Portava 350 tones, tenia 38 m d'eslora, 8 de màniga, 5,8 m de puntal i un calat de 2,25 m. Muntava 4 canons de 24; 8 canons de 18; 12 canons de 6 i 6 pedrers (en total 30 peces) i era tripulada per cent vint mariners i reclutes i seixanta soldats.
La corbeta Céfiro, un antic mercant anglès, lent i pesat, va ser comprat al port de Buenos Aires per Larrea i White, i es va incorporar a l'esquadra l'1 de gener del 1814 amb el numeral #2. El seu primer comandant va ser el sergent major Elías Smith, que al cap de poc temps va passar a comandar l'hèrcules i va ser reemplaçat per Santiago King i després pel sergent major Oliver Russell fins al 21 de febrer del 1814. Tenia 220 tones, 34 metres d'eslora, 5 metres de màniga, 5,3 m de puntal i 2 m de calat mitjà, muntava 14 carronades de 9 i 12 lliures i 2 canons llargs de sis. Era tripulada per 70 mariners i reclutes i 40 soldats.
El 15 de febrer es va comprar per 22.000 pesos la fragata Belfast que es va incorporar a l'esquadra nominalment el 21 de febrer del mateix any però per deixar-la enllestida es va acabar sumant efectivament a la flota a l'abril amb el numeral #3, portant 18 canons de 12 lliures, 2 de 9 i 2 de 6, tots en coberta i meitat per cada banda.
El 23 de desembre del 1813 es va adquirir la corbeta Agradable (235 t, 22 canons, entre 155 i 180 homes) en la suma de 24000, incorporant-se el 15 de març de 1814 amb el numeral #4.
Van adquirir també el bergantí Nancy (numeral #7), d'origen nord-americà, que desplaçava 120 tones, tenia 29 metres d'eslora, 4 metres de màniga, 4,2 de puntal i 2 m de calat mitjà, muntava sis canons de 10 lliures, set de 4 i dos llargs de 6, i era tripulat amb seixanta-tres mariners i reclutes i trenta-dos soldats. Es va ficar sota el comandament del Sergent Major Richard Leech; La goleta Juliet (#8), botada a Baltimore, que desplaçava 150 t i tenia 27 m d'eslora, 3,2 de màniga, 3,1 de puntal i 1,8 m de calat mitjà, muntava un canó llarg de 24 lliures, en colissa, dues carronades de 18, dues de 12 i quatre de 6, era tripulada amb seixanta mariners i reclutes i quaranta soldats i estava al comandament del tinent coronel Benjamin Franklin Seaver). La goleta Fortuna (#13), que desplaçava 90 t i tenia 20 m d'eslora, 5 de màniga, 3 de puntal i 1,8 m de calat, estava armada amb 8 peces de 6 i 7 de 4, i la tripulaven 60 homes al comandament de John Nelson, el  falutx Sant Luis (15 t de desplaçament, 16 d'eslora, 2,2 de màniga, 2 de puntal i 0,9 m de calat mitjà; 1 canó de 18, i una dotació màxima de 15 homes al comandament del Sergent Major John Handel). I la balandra Carmen (48 tones, 18 m d'eslora, 4,5 de màniga, 2 de puntal i 1,5 m de calat; 1 peça de 12 i 4 de 6, 42 homes al comandament de Samuel Spiro).

### Tripulació
La tripulació de la primera esquadra va ser la principal causa de la seva derrota, demostrant clarament la importància de no descuidar aquest factor, malgrat les urgències del moment. Es precisava personal que tingués millor maneig del velam a l'habitual en la marineria mercant, que mantingués la sang freda en situacions de combat i abordatge i es precisaven artillers entrenats. El 2 de gener de 1814 White va encarregar la recluta al marí mercant anglès Roberto Baxter.
La guarnició dels bucs (el que més tard serien cridats infants de Marina), els artillers, servents de peça i armers van ser en bona part aportada per les milícies. Part de la marineria va ser reclutada pel capità de port, sergent major de Marina Martín Jacobo Thompson, entre els presos que hi haguessin set (exceptuant els que fossin perillosos o condemnats a pena capital), que van ser-n'hi quasi un centenar; part va ser lleva d'indis jornalers del camp, i la resta en gran manera van ser aportats pels bucs mercants del port o militars reclutats al Brasil.

### El comandament de l'esquadra

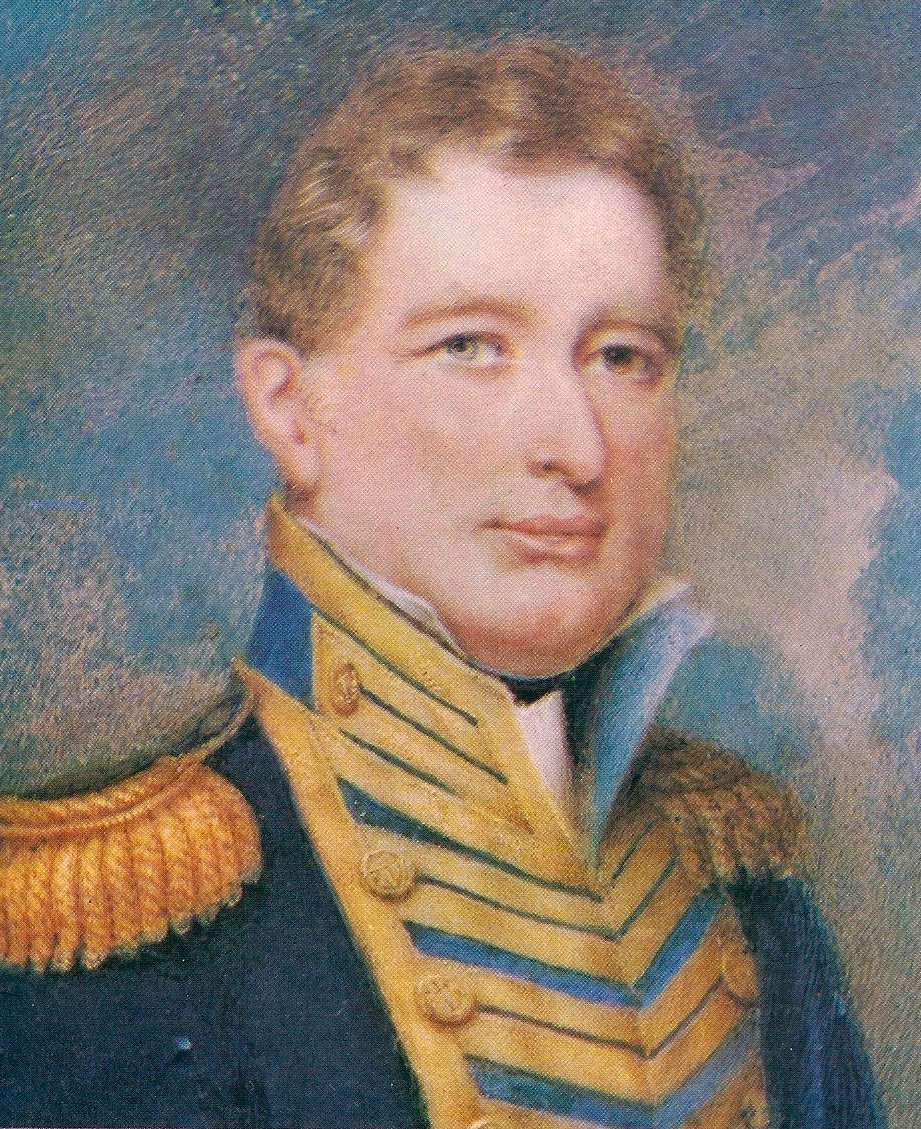
Guillermo Brown (miniatura d'Henry Hervè, 1825).

La qüestió del comandament va ser motiu d'un fort debat. Els principals candidats eren el tinent coronel nord-americà Benjamin Franklin Seaver, comandant de la goleta Juliet, qui era apadrinat pel seu compatriota Pío White, el corsari Estanislao Courrande, qui des del 1803 dificultava el comerç anglès amb accions corsàries i finalment l'irlandès Guillermo Brown.
Mentre es prenia la decisió, Brown i Seaver, en sengles cops de mà, augmentaven la naixent esquadra. El 8 i 9 de gener Seaver va capturar els falutxos de guerra Sant Lluís i Sant Martí, i el 13 de gener Brown va capturar a la goleta N. S. del Carme i a la balandra Sant Joan.
La decisió del comandament finalment va recaure l'1 de març del 1814 en Brown, incloent-hi el vot de Pío White, en part pel seu caràcter (l'experiència era alguna cosa compartida per tots els candidats), però en major mesura per l'ascendent que tenia o podia assegurar arribat el moment sobre l'oficialitat i marineria que era principalment oriünda de les illes britàniques: irlandesos, anglesos i escocesos.
White va donar en principi instruccions reservades a Seaver perquè continués operant en cors amb la Juliet de manera autònoma, no obstant Brown va pressionar perquè es posés sota el seu comandament. Malgrat el fet que Seaver va respondre que ignorava que ell o la seva goleta «fossin afegits a la resta de l'esquadra perquè el capità Brown li hagués dirigit la nota precedent», finalment va ser agregat com a segon al comandament.

## Accions prèvies

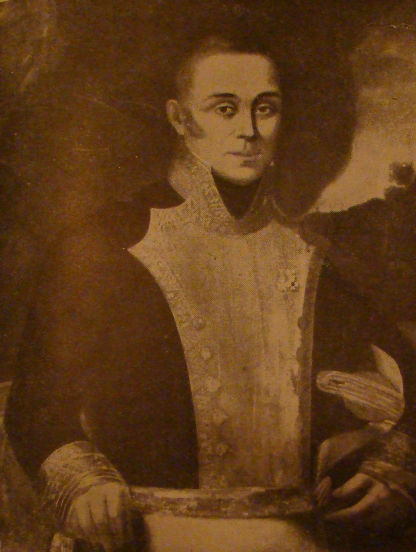
Jacinto de Romarate Salamanca.

### Fortificació de Martín García
El 7 de juliol del 1813 un grup de 13 soldats revolucionaris sota el comandament del Tinent José Caparrós va efectuar una sorprenent i reeixida incursió a l'Illa Martín García, encara en mans reialistes i protegida per 70 homes.
El 3 de novembre del 1813 va partir de Montevideo una expedició sota el comandament del coronel Domingo Loaces. Amb 700 homes i 3 peces d'artilleria a bord d'11 transports escortats per Jacinto de Romarate, havia de recórrer les costes de l'Uruguai per saquejar les poblacions costaneres per procurar-se de provisions i establir un enllaç a Martín García on allotjar als malalts que eren un llast per a la defensa. Després de fer una volta pel Paraná Guazú, el 8 va ancorar a Martín García i va desembarcar part de les tropes sota el comandament del tinent coronel José Sallent, que va iniciar la construcció de les edificacions per a la guarnició i el llatzaret, mentre Loaces iniciava la seva expedició, que va fracassar degut a l'assetjament de les milícies patriotes forçant-lo a tornar a l'illa el 21 de novembre.
A Buenos Aires, Alvear va planejar un atac a l'illa en moments en què Loaces partia al seu raid. Va fer reunir els bucs necessaris a Las Conchas i San Fernando però al moment d'embarcar van arribar notícies de l'arribada d'un vaixell de guerra a l'illa. El 14 de desembre van arribar reforços de Montevideo, un canó i 30 artillers, així com el capità d'enginyers Miguel Olave.

### Situació a Montevideo
A principis del 1814, les forces navals reialistes s'havien concentrat a l'Apostadero i la situació dels assetjats havia arribat a ser extremadament difícil: els malalts (principalment per escorbut) es contaven per milers, més de 3.700 homes (bona part de la població) vivia miserablement gràcies a la Germanor de la Caritat per subsistir, els marins feia temps no rebien cap honorari, els subministraments de les costes orientals i del litoral argentí disminuïen i es depenia cada vegada més dels enviaments efectuats des de Rio de Janeiro pels agents d'Espanya i del comerç brasiler en general. Però al febrer la situació va començar a millorar: la guerra entre Artigas i el Directori va disminuir la pressió sobre els assetjats i sobretot va permetre obtenir més fàcilment carbó, llenya i queviures de les costes properes, verdures de la Campinya, vedells des de Soriano, punt controlat per Artigas, i 260.000 pesos des de Riu. També la pesta va anar cedint i només uns 600 soldats continuaven hospitalitzats, menys de 400 a mitjans de març del mateix any.

### Expedició de Romarate
Les notícies de l'adquisició de l'esquadra van arribar a Montevideo, on es va prendre la decisió d'atacar-la abans que estigués operativa, decisió que no va ser del grat del Comandant de l'Apostadero Miguel de la Serra. Es va enviar amb aquesta finalitat una primera divisió sota el comandament de Jacinto de Romarate mentre la resta de l'esquadra completava el seu allistament. Romarate va partir amb sis naus d'escàs calat a les quals va reforçar davant de Colònia amb altres quatre, dirigint-se llavors a Buenos Aires. Romarate va enviar la seva nau més veloç, la Hiena, que va informar de l'albirament de l'esquadra enemiga que estava més avançada del que pensaven. El comandant espanyol va demanar instruccions i Vigodet li va ordenar replegar-se a Martín García i esperar reforços.
Davant el risc de perdre el domini estratègic de l'illa, i amb l'objectiu de tenir una base d'atac a Colònia del Sagrament, ocupada pels revolucionaris, a principis del 1814 Jacint de Romarate va fortificar l'illa i va estacionar una flota de 9 embarcacions artillades amb peces de 18 i 24.
L'esquadra de Buenos Aires va acabar els seus preparatius amb inesperada celeritat i, després de rebre les ordres del tinent coronel, Brown va iniciar la seva campanya sortint amb part de la flota camí a Colònia del Sagrament, llavors en poder dels patriotes. Tenia notícies també dels moviments de Romarate i esperava separar-lo de la divisió de Montevideo.

## El teatre d'operacions
El Riu de la Plata, amb una superfície de 30.000 quilòmetres quadrats, té 300 quilòmetres de llarg per 200 d'ample en la seva desembocadura.
Era difícil navegar-hi pels extensos bancs de sorra i fang. A la Plata inferior, les illes de Lobos i de Flores, eren obstacles importants per a la navegació però el principal perill era el banc Inglés, atracat a l'oest i al sud pels bancs Arquimedes i Rouen. La Plata mitjà comptava amb el dilatat banc Ortiz.
L'illa Martín García controlava el canal oest, anomenat Martín García o Buenos Aires, que per la seva relativa profunditat era de pas obligat per a qualsevol nau que amb tan poc calat (de 2 o 3 metres) volgués accedir als rius interiors, fos al Paraná pels seus afluents de Las Palmas o del Guazú o a l'Uruguai, tancat per l'oest per l'extens banc de Las Palmas o Platja Profunda. Aquest pas havia d'efectuar-se a menys de tres-cents metres (a tir de canó i fins i tot de carronades i fusell) de l'illa. L'alternativa era el canal oriental: més estret, de fons rocós i irregular, mal sondejat en aquella època, que de fet era conegut com a canal de l'Infern. De qualsevol forma, també el passatge havia d'efectuar-se a tir de l'illa.

## Combat de Martín García (1814)

### Combat naval
El 8 de març Brown va deixar Colònia amb l'Hèrcules, la Fortuna, el San Luis i la Carmen en persecució de tres bergantines enemigues. En verificar que obstaculitzen en Martín García va torçar rumb a Buenos Aires però aviat es va reunir amb la Céfiro, la Juliet i la Nancy i va tornar sobre l'illa.
El 9 de març, Romarate va ancorar els seus bucs en forma de mitja lluna al canal de l'ancoratge, a l'oest de l'illa, amb el suport per terra de la fuselleria i dos canons de 6 de la tropa i veïns de l'illa, uns 200 homes (entre ells 60 homes de les forces de Benito Chain, artillers i tropes de Bruns) sota el comandament de l'Alferes del Regiment del Fix José Benito de Azcuénaga.
A les 17.00 d'aquest mateix dia, Brown va fondejar sobre el canal a 4 llegües al sud-est de l'enemic, amb el banc Santa Ana a estribord. El 10 de març al matí es van posar en vela amb vent lleuger de l'est al sud-est dirigint-se sobre Romarate per tots dos canals per atacar-lo per davant i rereguarda: una divisió formada pel Fortuna, Carmen i Sant Luis envoltarien als reialistes llançant-se sobre la seva rereguarda mentre Brown cauria amb l'Hèrcules sobre l'ala esquerra, i la Céfiro, el Nancy i la Juliet sobre la dreta.

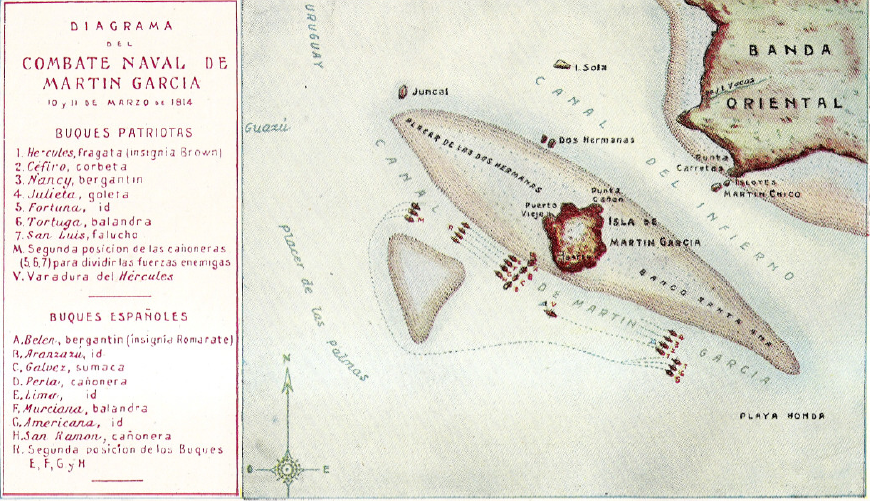
Croquis del Combat de Martín García (on es refereix a Tortuga deu llegir-se Carmen).

Si bé el nombre de navilis mostrava una relativa paritat amb l'esquadra reialista, aquesta la superava en boques de foc. Amb 91 canons, 430 homes de marineria i 234 de tropa enfront dels 36 canons (2 en terra en bateria) i 442 homes dels reialistes, l'avantatge estava suposadament del costat revolucionari. No obstant, la tercera part d'aquesta força es reduïa a la capitana, l'Hèrcules, per la qual cosa aquest avantatge estava fortament lligada a la seva sort, la qual seria determinant en el curs de la batalla.
A les 13.30, sense que estigués encara en posició la divisió de flanqueix, l'esquadra de Brown, a l'avantguarda la Juliet per tenir el millor pràctic (mariner que condueix els vaixells en aigües perilloses), va obrir foc viu sobre els reialistes que van respondre immediatament. La capitana argentina va perdre al seu pilot i va encallar al banc de l'oest de l'illa de proa a l'enemic pel qual només podia respondre amb tres canons, dedicant els seus canons de banda a les bateries a terra. Perduda la meitat de la capacitat enemiga i amb la resta de la divisió enemiga separada de l'acció, Romarate va poder dedicar part de les seves forces contra la divisió del canal del nord, que després d'un lleuger intercanvi de trets es va replegar i va unir a la resta de l'esquadra. El combat va seguir fins al capvespre, i la fragata Hèrcules es va endur la pitjor part.
La jornada tenia com a vencedor claríssim a Romarate. Van haver-hi 45 morts i 50 ferits i les pèrdues de la força atacant van ser elevades, entre elles la dels comandants Benjamí Seaver i Elías Smith, el Cap de les tropes embarcades el capità Martín de Jaume i el tinent segon Robert Stacy.
A l'alba del dia 11, es va reiniciar el foc fins a les 8.45, quan l'hèrcules amb les seves veles i aparells destrossats i 82 impactes en el casc va aconseguir reflotar aprofitant la marea i amb el trinquet (pal de vela més proper a proa), la seva única vela utilitzable encara que crivillada i amb metralla de bala, va poder sortir del canal i retirar-se maniobrant pel Banc dels Palmells. A les 17 de la tarda Romarate va dirigir la seva nau cap al Comandant de l'Apostadero de Montevideo Miguel de la Serra. El va informar de les baixes pròpies, 4 morts i 7 ferits. Va desembarcar a l'illa i donades les pèrdues sofertes, va decidir que tan bon punt estigués en condicions posaria rumb a Buenos Aires, per la qual cosa va sol·licitar a la seva comandància, pólvora i munició de tots els calibres, i reforços urgents, suposant que les forces de Montevideo ja estarien mobilitzades.
A l'espera de reforços, Romarate va desembarcar dos canons al comandament de l'alferes de fragata i primer pilot Francisco Paloma per reforçar les forces de terra i el seu foc creuat contra els enemics "per si de cas tornessin".
.

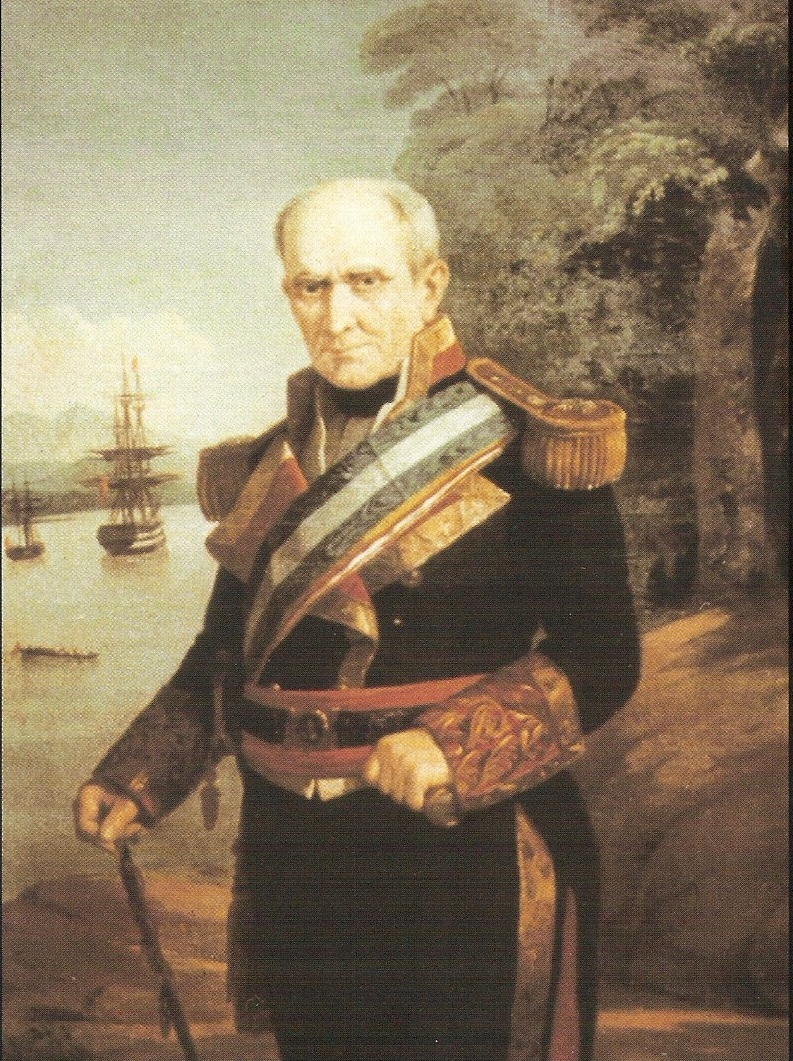
José Joaquín Primo de Rivera y Ortiz de Pinedo

No obstant això, la divisió espanyola al comandament del capità de fragata José Joaquín Primo de Rivera y Ortiz de Pinedo negligentment no s'havia mobilitzat en previsió que el necessitessin com a reforç.
Es componia de la corbeta Mercuri, la corbeta Paloma, el queche Hiena, el bergantí Cigne, el falutx Fama i el lugre Sant Carlos. Finalment, les mesures preses després de conèixer-se el desenllaç van ser que Romarate mai va rebre ni reforços ni provisions.
Mentrestant, Brown va fer reparar amb celeritat l'Hèrcules, col·locant làmines de plom sota la línia de flotació i cobrint el casc amb cuirs i brea, per la qual cosa va rebre el sobrenom de Fragata Negra. Va rebre també petits reforços: 49 homes enviats des de Colònia al comandament del tinent primer del Regiment de Dracs de la Pàtria Pedro Oroná i 17 paisans de Las Conchas.

### Assalt i ocupació de Martín García
Contra totes les previsions, Brown va decidir mantenir l'ofensiva. Incapaç d'enfrontar-se de manera directa a la flota reialista, va intentar desembarcar considerant que si aconseguia atacar per sorpresa i ràpid evitant que Romarate desembarqués les seves tropes podria superar la guarnició de l'illa i prendre Montevideo. Confiava haver destrossat els bucs de Romarate. Els informes de tres mariners italians i un portuguès sostenien que dels soldats en recuperació a l'illa, al voltant de 750 homes havien ja tornat a Montevideo.
Al matí del dia 13 va enviar a Larrea el seu pla, afirmant que havia de «ser atacada aquella mateixa nit, si és possible, abans que vingui una expedició de Montevideo, on es treballa amb rapidesa per reunir una força superior».
El 14 Brown va remetre ordres al capità Baxter indicant que rebés a bord de la Juliet tants homes de l'Hèrcules com pogués transportar en coberta, es dirigís al lloc de desembarcament triat i una hora després de rebre el senyal procedís al desembarcament: participarien 20 mariners de la Juliet, 20 del Nancy, 20 de la Céfiro i 50 de l'Hèrcules, en total 110 mariners que se sumarien als de tropa.
No havent-hi més que oficials subalterns va ser elegit per al comandament el tinent Oroná qui va decidir dividir les seves forces en tres divisions d'uns 80 homes al comandament dels tinents del Regiment N° 2 Manuel José Balbastro i Manuel Castañer, i del tinent de l'exèrcit Jaime Kainey.
A les 20.00 del dia 14 va fondejar a mitja milla al sud-est enfront de l'ancoratge anomenat Port Vell (Port del Peix) i a les 02.30 del dia 15 van desembarcar en 20 minuts i per ordre de divisions els 240 homes, transportats mitjançant 8 barcasses. En acostar-se els bots van rebre foc des de la muntanya, però ràpidament van controlar la zona.
Mentre Brown portava l'esquadra sobre els bucs reialistes com a distracció, a les 4 del matí es va iniciar l'avanç sobre Montevideo però va ser detectat i en pujar al turó per accedir al port van rebre el foc de les forces reialistes. Al moment en què la defensa es va adonar de l'atac, la flota de Brown va iniciar un atac com a distracció des de l'oest sobre l'esquadra de Romarate.

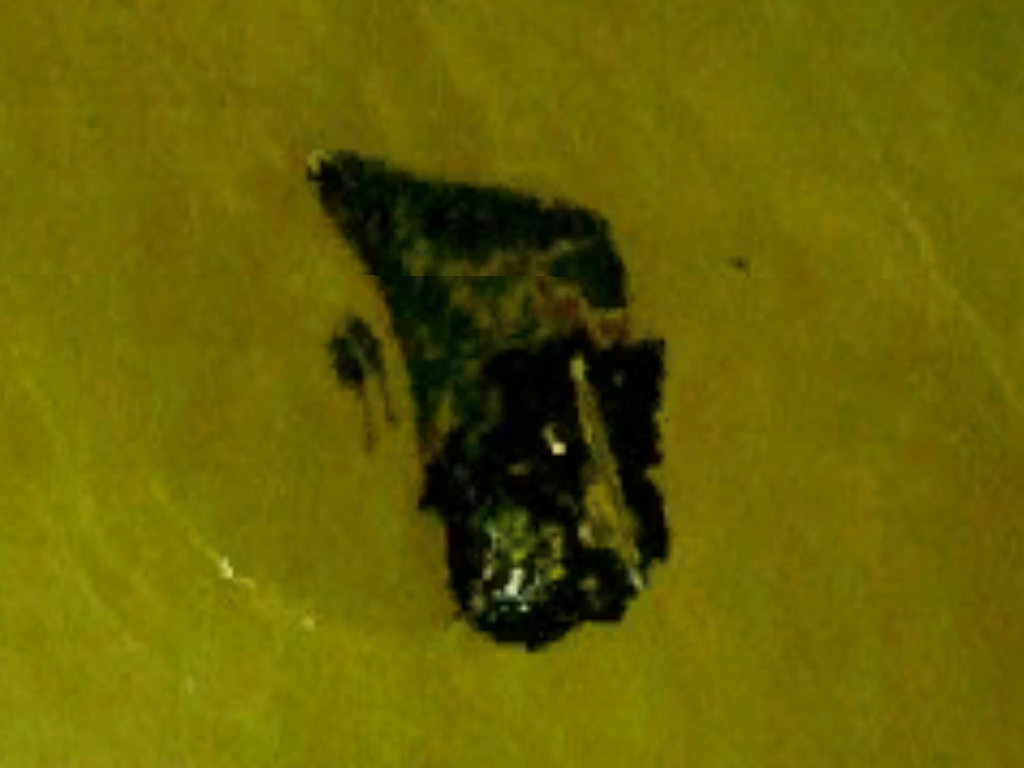
Imatge satèl·lit de Martín García.

L'atac, efectuat sota el foc enemic i per un camí ple de fang i ascendent, va aconseguir prendre el fort després de vint minuts de combat. El tinent Jones de la Céfiro va capturar la bateria volant i va voltejar els canons contra els navilis reialistes.
Molts dels defensors, igual que la majoria dels pobladors, van poder refugiar-se als vaixells i només alguns van ser capturats en una balandra que no va tenir temps de fugir a pesar de la protecció dels focs de l'esquadra.
Els reialistes van tenir 10 morts, 7 ferits i 50 presoners (9 de tropa, 21 de milícies i 20 de Morenos). Els atacants van tenir tres soldats morts i cinc ferits.
Romarate, mancat de la pólvora i munició sol·licitada va haver de mantenir-se al marge com a testimoni de la victòria dels seus adversaris. L'últim combat es va produir a l'alba del dia 15 quan la balandra Carmen sota el comandament de Spiro que s'havia acostat "a espiar" durant la nit, va trencar el foc a tir de fusell contra l'enemic.
En un comunicat breu, Brown va comunicar al ministre de govern Juan Larrea "...que l'Illa Martín García va ser presa per les nostres forces per mar i terra, sota el meu comandament, l'últim dilluns a dos quarts de cinc del matí...Prego que m'escrigui sobre com he de disposar de l'illa i de la força naval". Recentment davant de Montevideo, el 19 d'abril del mateix any, s'estendria en els detalls de l'acció i en les pèrdues sofertes.
Sense pólvora i confiant en un ràpid reforç, i en la confiança de poder reunir provisió en territori controlat per les milícies d'Artigas i posteriorment atacar juntament amb les forces de Montevideo al seu contrincant, Romarate en comptes de retornar a Montevideo va decidir endinsar-se pel riu Uruguai.
Les notícies de la victòria en la primera jornada van arribar el dia 15 i el govern va ordenar la sortida a la nit del mateix dia. A les 10 aixecaven àncores, però la corbeta Paloma, destinada a fer d'hospital, va encallar en la rada interior de la badia i el 17 es va desencallar, però la flotilla no va poder salpar a causa del vent. Mentrestant, s'havien afegit la balandra Castro i la goleta Mayol, tripulada per 30 soldats del Cos de Guerrilles de Benito Chain. La notícia de la derrota final de Romarate es va conèixer a Montevideo el mateix dia i la flota finalment va salpar el dia 18.
Però 'no era Primo de Rivera oficial apropiat per batre's amb Brown, i millor exercia treballant com a correu de gabinet, segons ja ho havia fet, que com a cap d'esquadra'. El comandant reialista va posar proa al delta però en tenir notícies de la presència de l'esquadra de Brown, no es va atrevir a seguir a pesar del fet que en aquells moments la posició de Romarate era a menys de 30 milles de Martín García. Primo de Rivera va enviar a Romarate només una llanxa i va tornar a Montevideo, on va arribar el dia 25 de març, 8 dies després de la seva partida, desembarcant sigil·losament en el lloc denominat Bany dels Pares per evitar la ira de la població.

## Combat de Rierol de la Xina
Romarate va continuar cap al nord. Soriano va desembarcar José Benito de Azcuénaga com a parlamentari "sol·licitant dels artiguistes auxili i queviures. El cap d'aquell punt es va excusar de fer-ho ostensiblement per temor als partidaris argentins de la zona; però amb reserva els va franquejar carn i verdures en abundància."
Va continuar després fins a Landa, on va ser amablement acollit per les autoritats d'acord amb les instruccions del coronel Fernando Otorgués, segon d'Artigas. El 21 de març va enviar al falutx Sebeiro a Montevideo amb notícies de la seva situació i va desembarcar a la gent que havia recollit a Martín García.
Va seguir endinsant-se en el riu fins que a la matinada del 28 va arribar a la boca del Rierol de la Xina. Sent impossible continuar riu amunt i sent aquest punt de fàcil defensa, Romarate va decidir prendre posicions en aquest punt, sense comptar amb la protecció d'Otorgués: "Romarate havia tingut relacions amistoses amb Otorgués, i aquestes li servien per proporcionar-li queviures, com per conduir les seves comunicacions a la plaça de Montevideo, i a ell les que d'aquesta se li dirigien."
Ni les seves ordres ni la disparitat de forces aconsellaven un atac. La divisió reialista comptava amb 9 vaixells de guerra, 731 tones, 30 canons en la seva major part pesats (5x18, 18x12, 7x6) i aproximadament 353 homes, amb millors condicions de precisió i sense les dificultats inherents a maniobrar baix foc i amb escàs calat, amb suport de terra i un excel·lent comandament superior.
Nother comptava amb 6 navilis, portant 432 tones, 28 canons en la seva majoria lleugers (2x24, 2x18, 2x8, 11x6 i 11x4) i 264 homes, avançant a la vela, sense vent a favor i amb escàs calat, sense intel·ligència prèvia i amb un comandament sense experiència en el comandament d'una divisió en batalla.

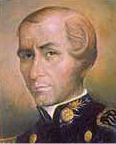
Francisco José Seguí

No obstant això, com el mateix Romarate comentaria en la seva part, Nother va tenir "la gosadia d'atacar-me en aquest punt, sens dubte perquè em creien absolutament sense municions per a defensar-me".
L'esquadra patriota es va llançar sobre la línia reialista amb la canonera Amèrica a l'avantguarda. En el combat els canons reialistes de 18 "jugaven amb el major avantatge i velocitat". A més, el Fortuna es va separar de l'acció aigües amunt amb la qual cosa Nother perdia més d'un terç de la seva ja escassa potència de foc.
Aviat, les baixes patriotes van ser nombroses. Nother va morir travessat per metralla, igual que el seu segon el tinent David Smith. Bartolomé Ceretti es va fer càrrec del comandament fins que va ser ferit i ho va assumir el sotstinent Nicolás Jorge. Després de més de tres hores de foc la Carmen va quedar encallada a la mercè del foc enemic. L'Amèrica i la Trinitat, ja gairebé sense munició, es van situar per impedir que l'enemic l'abordés amb les seves llanxes i quan es disposaven a auxiliar-la el buc va explotar.
El combat va continuar fins que a les 18 hores la Trinitat, que ja era un casc sense aparells i l'Amèrica que també havia sofert greus destrosses, es van retirar riu amunt seguits dels falutxos.

## Negociacions
El Directori va intentar un acord pacífic amb mediació anglesa, segurament amb propòsits dilatoris. La missió va ser encarregada a l'armador de corsaris i en aquells dies vocal del Superior Tribunal de Justícia Vicente Anastasio Echevarría i al canonge José Valentín Gómez, els quals van arribar a Montevideo el 30 de març a bord de la fragata britànica Aquilon. L'1 d'abril es van reunir a la Mercuri amb els diputats reialistes: el coronel del Fix Pedro de la Costa, el d'artillers Feliciano del Riu i el ciutadà Cristóbal Salvanyach. El 3 d'abril van passar a terra i el dilluns 4 d'abril es va acordar una treva, que va posar momentàniament fi a la lluita que havia empitjorat en arribar els parlamentaris.
El dia 5 Vigodet va passar al Cabildo tots els documents relatius a les negociacions. Hi constava tant les proposicions de Posadas i els resultats de les reunions prèvies com els antecedents de les negociacions realitzades a Rio de Janeiro entre el Ministre d'Espanya Juan del Castillo i Carroz i l'enviat de Buenos Aires Manuel Sarratea, amb la mediació de Lord Strangford. El Cabildo va demanar dictamen a Juan de Cea, nominal oient de Buenos Aires, Luis Mojó, Fiscal de l'Audiència de Xile, i Bartolomé Mosquera, assessor de l'Ajuntament.
El 6 d'abril els negociadors reialistes van manifestar als habitants de Buenos Aires la conveniència de convidar al general Joaquín de la Pezuela i a Artiges a participar en la negociació de l'armistici, la qual cosa van rebutjar principalment per no haver-se obert les negociacions sobre aquestes bases i per les demores implicades, considerant també que les autoritats de Lima s'oposarien a la pau. Alternativament, proposaven la intervenció del ministre a Rio de Janeiro.
El dijous dia 7 es va realitzar un cabildo al que van ser convidats vuitanta comerciants que van resoldre rebutjar les condicions ofertes. L'endemà van remetre a Vigotet un ofici extens en el qual qualificaven l'armistici proposat de capciós i maliciós, jutjant la situació de les Províncies Unides de desesperada i la pròpia d'esperançadora i afirmà que preferia morir amb honor abans que consentir un acte que li portaria descrèdit.
Els dies 8 i 9 d'abril els diputats de Buenos Aires van insistir des de Miguelete en la urgència d'avançar en les negociacions. El dia 9, els representants de Montevideo van manifestar el seu interès a continuar les converses, establint-se una nova reunió per al dia 10. Però la posició dels intransigents sacerdots vicentins limitava els marges d'acció de Vigodet i el mateix 9 d'abril els diputats de Montevideo manifestaven que «amb motiu que el Capità General no s'ha expedit sobre la consulta que van formular amb data 7 d'abril» no podien efectuar la reunió prevista. El dia 10 d'abril Vigodet va insistir amb l'exigència de comptar amb diputats de Pezuela i d'Artiges pel que en el matí del dia 11 les negociacions s'interrompien i es tornava a la lluita.
L'autor del Diario històrico del lugar jutjaria durament la posició del cabildo.
En estendre els seus passaports als diputats de les Províncies Unides, Vigodet els va lliurar una missiva per a Posades. Després d'estendre's en els mals de la guerra, la victòria espanyola sobre els francesos, la impossibilitat de constituir-se en nació independent i els avantatges de la constitució espanyola, acompanyava les bases per a un armistici. Els seus quatre articles exigien el jurament de fidelitat a Ferran VII i jurar la Constitució del 1812, la ràpida i solemne publicació i difusió del tractat, resoldre en conjunt amb Espanya el posterior ordenament de les províncies, i una amnistia general amb la sola garantia de Vigodet.

## Combat naval del Buceo
Brown s'oposava als propòsits del govern de concloure primer amb l'esquadrilla de Romarate. Considerava que estava aïllada i que la seva sort es jugaria a Montevideo, per la qual cosa va insistir a assetjar aquesta ciutat. Finalment va ser autoritzat i el 14 d'abril al capvespre, va partir de Buenos Aires amb provisions com per a un creuer de tres mesos amb l'Hèrcules (Ricardo Baxter), Belfast (Oliver Russell), Céfiro (Santiago King), Nancy (Ricardo Leech) i la Juliet (Guillermo MacDougall), 941 homes i 108 canons.
El 16 d'abril el Cabildo de Montevideo va decidir enviar un ofici a Vigodet manifestant els seus desitjos que s'efectués una sortida general contra la flota dels insurgents, per la qual cosa el comandant general de marina Miguel de la Serra va proposar efectuar a la brevetat una Junta de Guerra.
Però els esdeveniments es van accelerar. El dia 19 Brown era albirat per l'exèrcit de Rondeau i el 20 d'abril l'esquadra se situava al sud del turó a la vista de Montevideo tancant el setge. Immediatament Brown va poder capturar bucs que tornaven a port desconeixent l'ofensiva. Els seus plans consistien en emprar brulots si l'enemic no sortia, per causar-li els majors danys en el seu propi port i obligar-lo, fet i fet, a sortir a la batalla.
Mentre que l'ànim dels assetjadors millorava i els impulsava a tancar el setge, el dels defensors queia. La ciutat tenia llavors deu mil civils i uns set mil soldats i els queviures van començar a escassejar.
El 21 d'abril, el governador capità general Gaspar de Vigodet va reunir finalment la junta de guerra a la qual van assistir els caps navals i militars Gaspar de Vigodet, Miguel de la Serra, José Laguna (Cap de l'Apostader), el capità del navili Juan de Vargas, el capità de la fragata José Primo de Rivera, el brigadier i comandant d'enginyers José del Pozo, el coronel i comandant d'Artilleria Feliciano del Rio, el coronel del Fijo Pedro de la Costa, el sergent major de Montevideo Diego Ponce de León, els coronels José de Vila Zevallos (regiment d'infanteria de Lorca) i Jerónimo Gallano (batalló d'Albuera), els tinents coronels Ambrosio del Gallo (Batalló d'Amèrica) i Domingo Loaces (Fijo), José Posadas (comandant del Batalló de Marina), José Sallent (del Batalló de Voluntaris de Madrid), Juan José Lara (de l'esquadró de Granaders a cavall), Antonio Fernández Villamil (del regiment Provincial de cavalleria de la Plaça), el coronel de milícies de cavalleria Benito Chain, el ministre d'hisenda Jacinto Encunya de Figueroa i tres membres del cabildo, el governador polític interí Miguel Antonio Vilardebó al costat del Manuel Santelices i Francisco Morán, que portaven un ofici de la corporació que sol·licitava que «es replegués la flota de l'Uruguai».
La discussió va ser acalorada i finalment Vigodet li va posar fi resolent «que la sortida es faria per mar, confiant el comandament de l'expedició al capità de navili D.José Primo de Rivera, que va ser obligat a acceptar-ho».
El cabildo va deixar clar que les forces disponibles eren superiors a les quals els assetjaven i que era indispensable sortir a batre als cinc bucs mercants que estan a la vista del port. Enunciava les forces navals de l'Apostadero: «la corbeta Mercuri, la Coloma, fragata Neptú, la Hiena, el lugre Sant Carlos, el falutx Fama i la balandra del benemèrit ciutadà D.Francisco Castro, sense nomenar el Cigne que podia sortir a la mar». Aquesta opinió era compartida per Vigodet qui posteriorment escriuria que la seva esquadra no era gaire superior però si disposava d'alguns avantatges sobre l'esquadra enemiga. Carranza es va trobar malament i va dimitir del comandament. Vigodet va acceptar la seva renuncia i el 5 de maig es va fer càrrec del Miguel de la Sierra.
Així, el mateix Comandant de l'Apostadero va haver de fer-se càrrec tant de la instrucció com de l'operació. Es reclutaven homes sense cap mena d'entrenament, fins al punt que el vaixell Miguel de la Sierra va idear com a mètode per a donar les ordres l'ús de les cartes, usant els pals i els nombres per a poder referenciar-los. Així les ordres es van transformar en instruccions com As d'ors o Rei de pals.
A l'efecte d'allistar les tres naus es va fer lleva entre els homes de 16 a 50 anys, però els voluntaris van escassejar.
El dia 6 de maig Brown va escriure que des del passat dia 19 el port es trobava rigorosament bloquejat i que estava convençut que el valor de l'enemic en les últimes hores havia baixat, i que desitjava prendre el pols a la Mercuri per alguns minuts.
Buenos Aires va aconsellar a Brown presentar batalla a l'oest dels bancs Ortíz o pels paral·lels de Barragán i la Colonia, pels avantatges que proporcionaria a l'esquadra ja fos una victoria, o pel terreny que es perdria en cas de derrota. Però Brown estava convençut que venceria i desitjava donar batalla a les portes de Montevideo.
El 9 de maig una nova junta de guerra va resoldre la immediata sortida de l'esquadra, a pesar de l'oposició de Sierra qui va deixar constància que no responia de les conseqüències.
Aprofitant una brisa del nord, el 14 de maig l'esquadra reialista va deixar el port. Brown va deixar una nota dient que s'havia vist a un vaixell virar i mantenir-se fora de la línia com exhortant els altres vaixells a complir amb els seus deures. L'esquadra republicana va salpar i Brown va informar al seu segon, Russell, de la seva intenció d'allunyar-se per atraure a l'enemic en aigües fondes i combatre fora del port allí on fos més factible tallar-li la retirada a l'enemic. En conseqüència l'esquadra va girar cap al sud, seguida pels espanyols que creien que fugia; A les nou i mitja va virar i es va mantenir a l'espera de l'enemic, aprofitant un canvi de vent i interposant-se entre aquest i el port.
Així, dues hores després d'iniciar la simulada fugida i després d'un sobtat gir l'Hèrcules va mantenir durant mitja hora un duel d'artilleria amb la Mercuri, que marxava com a cap de fila de la seva línia. En caure el vent va cessar el primer combat. Mentre l'esquadra reialista es remolcava al llarg de la costa fins al Buceo de la Luz, a deu milles de Montevideo, el corsari Pepe el Mahonés es va separar per fer corsari a la veïna Estanzuela aconseguint sorprendre i represa al Sant Luis amb dos petits vaixells que escortava. La tripulació del Sant Luis es va salvar nadant però el seu capità Clark estava greument ferit i es va ofegar.
En tornar, Brown es va incorporar a la seva línia i va mantenir un lleu duel d'artilleria amb l'enemic fins que es va fer de nit, ancorant les esquadres a una llegua. Sierra fou substituït del comandament pel seu segon, el capità de fragata José de Posadas, qui va fer hissar la seva insígnia a la Neptuno.
Brown, va ordenar suspendre les operacions per marinar les preses i avançar rumb a Montevideo per intentar tallar a les restes de l'esquadra enemiga abans que es refugiés en el port. Es va retirar a descansar però en reintegrar-se al comandament a la una del matí va trobar que les seves ordres van ser mal obeïdes,permetent a l'enemic salvar els pocs vaixells que quedaven al port.
A l'alba del dia 17, l'Hèrcules va atrapar al Cigne, la goleta María i a la balandra. Va capturar a la María mentre les altres naus van atracar al costat de la faldilla del Turó i els seus tripulants les van minar, refugiant-se en el fort. Després de prendre la llanxa del Cigne, la van abordar al mateix moment en què va explotar, salvant-se cinc homes.
La Mercuri va aconseguir entrar al port. Brown va iniciar la seva persecució amb bandera espanyola per enganyar a les bateries del fort. Reconegut l'Hèrcules, els ciutadans van festejar el que creien un triomf, que la Mercuri la conduïa presa, però aviat l'Hèrcules va hissar la seva bandera que va afirmar amb 21 canonades, va llançar una última andanada sobre la Mercuri i es va retirar de la badia. L'esquadra va inaugurar en aquesta campanya l'ús de bandera avui oficial, de tres franges al llarg.
Només quedaven la corbeta Mercuri, la Hiena, el Sant Carlos i el falutx Fama que van poder arribar el mateix dia. La fragata Mercedes va poder entrar furtivament sis dies després. Havien perdut sis naus i els patriotes havien capturat 89 canons, 37 oficials, 380 de tropa i marina, 104 quintars de pólvora, 250 fusells i gran nombre de pertrets.

## Caiguda de Montevideo
Al començament de maig, Alvear havia embarcat un cos d'exèrcit en 22 transports, que van arribar a Colònia. Arrivava al campament durant la nit del 16 de maig i l'endemà substituïa a Rondeau al capdavant de l'exèrcit assetjador privant-li de la glòria de prendre Montevideo.
Per reforçar el bloqueig, es va adquirir la corbeta Falcó i es va posar en operacions a la Neptú. Brown, ascendit a coronel, va fer desembarcar a part de la tropa per reforçar als assetjadors en previsió d'una sortida desesperada, que malgrat la superioritat numèrica no es va concretar.
El veloç quetx Hiena va aconseguir abandonar Montevideo rumb a Espanya portant documents i diners. Aprofitant la nit i utilitzant els mateixos senyals de les naus de l'esquadra patriota, va aconseguir burlar el bloqueig. Quan Brown va adonar-se d'un buc de més va donar ordres de partir en persecució al Falcó però no va poder aconseguir-ho.
L'endemà de la batalla, Vigodet havia proposat a Brown obrir negociacions per a una treva o un armistici, però el comandant argentí es va negar a acceptar res que no fos una rendició incondicional, però acceptant portar als diputats que designessin cap a Buenos Aires. El 23 de maig Vigodet va designar als coronels Feliciano del Riu i Juan Latre per negociar un armistici segons les bases negociades a Rio de Janeiro i rebutjades a l'abril, però els comissionats van ser rebutjats pel Directori.
El 6 de juny Vigodet va sol·licitar al ministre espanyol davant la cort de Portugal a Brasil gestionar la seva intervenció, ja que considerava que es trobava «obligada no només políticament, sinó per un interès peculiar a impedir que els rebels de Buenos Aires assolissin la seva independència» per evitar operacions posteriors sobre el seu territori o «una sorda seducció que els commogués». Però era massa tard. Tampoc les gestions davant Artigas, enemistat amb el Directori, van donar resultat. El 21 de juny Alvear va retornar signada la proposta de capitulació de Vigodet que acordava el reconeixement de la integritat d'Espanya, la recepció en guarda d'instal·lacions fins a la resolució final a Espanya i l'acantonament dels defensors a Maldonado, però reconeixent la rendició de Montevideo i justificant-se en els tractes de Vigodet amb Atorguis i, Alvear va entrar el 22 a la fortalesa del Turó i l'endemà a la Ciutadella forçant la rendició de la guarnició. El 23 de juny del 1814 Montevideo estava en mans dels independentistes. Aproximadament es van capturar 390 caps i oficials, 6.000 de tropa, prop de 100 embarcacions de tota classe, 500 canons, 18000 fusells, bales, etc.
Alvear va lliurar als reialistes la Nancy, que sota el comandament de Clement i Miró la va traslladar a Rio de Janeiro a Vigodet i als caps de major jerarquia.

## Fi de l'esquadra
Finalitzada la lluita al Riu de la Plata, l'esquadra es va desintegrar. L'11 de setembre el coronel Francisco Javier de Viana va disposar vendre les corbetes Belfast, Neptú i Agradable, totes sense el seu armament de guerra, per un valor de 12.000$, 10.000$ i 10.000$ respectivament (el valor de compra de la Belfast i Agradable havia estat de 22.000$ i 25.000$). El 25 de setembre el Govern va suspendre la rematada i les va vendre directament i en bloc a Manuel Lorenzo (Lorenço o Lourenço) per 30.000$. El 10 d'octubre del 1814 Lorenzo va rebre les naus però ho va fer "de compte de Guillermo Pío White...de qui era empleat". Davant la manifesta irregularitat dels altres interessats en la seva compra van demanar l'anul·lació de l'adjudicació. Aquest fet, fundat segurament en el pagament dels serveis brindats per White, es va sumar al sumari seguit contra ell i Larrea poc després.
En el procés d'aixecar i mantenir la flota va haver-hi també nombroses irregularitats en el pagament dels sous dels soldats i en la provisió de queviures.
Al·legant la falta de números White solia pagar els sous en mercaderies, que ell mateix comerciava i valorava a preu de mercat, amb la qual cosa ja obtenia diferència. Com que els tripulants precisaven efectiu revenien al mateix White o els seus testaferros la mercaderia a menor valor. Finalment White reclamava al govern els sous suposadament pagats.
Com a exemple, acabada la campanya, el cap de canó i futur coronel de marina Leonardo Rosers van cobrar de Guillermo Pío White la suma de 256 pesos i 4 reals, però en espècies. Les 30 arroves d'herba i una pipa de vi carlón segons White excedia en 8 pesos i 4 reals al que es devia a Rosers, per la qual cosa aquest va haver de pagar a White la diferència en efectiu per saldar el compte.
Alguns mariners es van queixar de la maniobra a Brown qui el 26 de setembre va increpar a White en públic, qui li va respondre amb una bufetada. Brown el va perseguir fins al comerç de Larrea, i va ordenar detenir-lo per agredir a un oficial de la Marina. White va ser arrestat i confinat en la presó de Santa Creu.
Considerant "ambigües les acusacions contra Guillermo Pío White", el Director Suprem va arxivar la causa.
A Espanya els protagonistas van ser sotmesos a judici. Romarate va ser l'únic cas arxivat, per no haver-hi dubtes de la seva eficàcia i valor, reconegut fins i tot pel seu mateix contrincant, Brown.
Primo de Rivera, pesi a ser potser el més amenaçat, va ser rescatat per raons de família per directa intervenció de Ferran VII en resolució del 6 de juliol del 1817.
Vigodet en el consell de guerra afirmava que: «la rendició de la ciutat va ser efecte de la conducta covarda del cos de Marina en les accions contra els insurgents». Després de salvar-se Primo de Rivera el següent a la llista era Miguel de la Serra. La seva defensa es va basar en què les seves forces eren en qualitat inferiors a les adversàries «formades en gran part per súbdits dels EUA i Anglesos, dirigida pels primers, equipada i proveïda amb molt avantatge respecte a l'Espanyola».
Respecte de la retirada o fugida de la Hiena, el capità del navili José de Posades va manifestar no haver entès els senyals del vaixell almirall perquè la resta de l'esquadra el seguís en la seva retirada al sud-est del banc Anglès. En altres paraules, no havia fugit sinó donat l'ordre de retirada que ningú va veure ni va seguir. Si bé era factible per mancar-se d'un sistema de senyals eficaç i conseqüentment d'un maneig mínim de directives tàctiques, no excusava a Miguel de la Serra per no tornar.
No obstant, el tribunal va jutjar que la separació del Hiena i el seu comandant va ser un «accident irremeiable, efecte de la foscor, de la calma, dels corrents, de les males maniobres de la major part dels bucs i la imperícia de les tripulacions» i el 30 de setembre de 1818 va tancar el cas i va rehabilitar a Miguel de la Serra en el seu càrrec.
Miguel de la Serra va seguir a partir de llavors una carrera administrativa. A càrrec de l'arsenal de Ferrol va morir el 1827 amb el rang de brigadier.

## Conseqüències
La victòria a la campanya naval del 1814 va ser decisiva per a la sort de la revolució a l'antic Virregnat del Riu de la Plata.
D'una banda, va impedir que Espanya amb l'auxili de la Santa Aliança comptés amb una base d'operacions per a l'expedició de Morillo, per la qual cosa va decidir desviar-la al Carib. Per una altra, va posar fi a les intencions de Lima i Montevideo d'actuar coordinadament contra les Províncies Unides i va impedir, encara que momentàniament, la intervenció portuguesa a la Banda Oriental. El triomf va afavorir de moment al Directori i va avalar la posició dels qui propugnaven la declaració d'independència, impulsant la convocatòria al congrés que finalment la declararia el 1816. Si bé l'esquadra va ser ràpidament desarmada, el control del Riu de la Plata va permetre les accions de cors de Brown i Bouchard, va facilitar l'adquisició de material al Regne Unit i als Estats Units i va permetre millorar les entrades de la Duana. L'important botí de l'arsenal i fortificacions de Montevideo va permetre proveir als exèrcits revolucionaris que es trobaven en situació desesperada, especialment amb pólvora, artilleria i fusells. Si bé bona part va ser malbaratada durant la guerra civil, va permetre reforçar l'exèrcit del Nord i, en menor mesura, al naixent de l'Exèrcit dels Andes.
Humberto F. Burzio afirma que va ser «l'episodi més transcendental de la Revolució de Maig, el domini del Riu de la Plata, la importància militar de la qual va ser estratègica i va gravitar decisivament a la campanya posterior dels Andes, reconegut pel mateix Libertador Sant Martín, va quedar executat amb la campanya triomfal de l'almirall Brown que personifica en il·lustre figura el naixement de la marina de guerra».